# Nico Estévez
Nico Estévez (Valencia, 1980. január 29. –) spanyol labdarúgóedző. 2025 óta az Austin vezetőedzője.

## Edzői pályafutása
Estévez a spanyolországi Valencia városában született.
1999 és 2004 között a San José, míg 2004 és 2011 között a Valencia akadémiájának igazgatója volt. 2013-ban, egy kis ideig a Valencia edzője volt ideiglenesen. 2017-től a Columbus Crew-nál, majd 2019-től az amerikai válogatottnál töltött be segédedzői pozíciót. 2021. december 2-án az észak-amerikai első osztályban szereplő Dallas vezetőedzője lett. A 2022-es szezont a 3. helyen zárták a Nyugati Főcsoportban, majd a kieséses szakaszban egészen a negyeddöntőig jutottak, ahol az Austin búcsúztatta őket.

## Edzői statisztika
| Csapat                | Nemzet                    | –tól               | –ig                | Mérkőzések | Mérkőzések | Mérkőzések | Mérkőzések | Mérkőzések |
| Csapat                | Nemzet                    | –tól               | –ig                | M          | Gy         | V          | D          | Gy %       |
| --------------------- | ------------------------- | ------------------ | ------------------ | ---------- | ---------- | ---------- | ---------- | ---------- |
| Valencia (ideiglenes) | Spanyolország             | 2013. december 16. | 2013. december 26. | 2          | 1          | 0          | 1          | 50,0       |
| Dallas                | Amerikai Egyesült Államok | 2021. december 2.  | 2024. június 9.    | 97         | 35         | 32         | 30         | 36,1       |
| Összesen              | Összesen                  | Összesen           | Összesen           | 99         | 36         | 32         | 31         | 36,4       |